# George W. Knight
George William Knight, conosciuto come George W. Knight III (Sanford, 16 dicembre 1931 – Lake Wylie, 11 ottobre 2021), è stato un pastore protestante, teologo e biblista statunitense.

## Biografia
Knight ha studiato al Westminster Theological Seminary, dove ha conseguito il Bachelor of Divinity nel 1956 e il master in teologia nel 1957. Nel 1961 è stato ordinato ministro della Chiesa presbiteriana. Ha esercitato il suo ministero a West Collingswood in New Jersey fino al 1965, anno in cui si è trasferito a Naples in Florida, dove ha prestato servizio fino al 1970. Nel 1968 ha conseguito il dottorato in teologia alla Vrije Universiteit di Amsterdam. Nel 1970 è stato nominato professore di Nuovo Testamento in Missouri al Covenant Theological Seminary, dove ha insegnato fino al 1989, quando è stato nominato decano del Knox Theological Seminary in Florida, incarico che ha mantenuto fino al 1994; in quell'anno è diventato professore aggiunto di Nuovo Testamento nella Carolina del Sud al Greenville Presbyterian Theological Seminary. Knight ha insegnato in numerose chiese presbiteriane e ha fatto parte del Committee on Home Missions and Church Extension, che ha il compito di favorire la nascita di nuove chiese presbiteriane negli Stati Uniti e nel Canada. Dal 2013 si era ritirato con la moglie Virginia a Lake Wylie. Knight ha pubblicato una ventina di libri.

## Libri pubblicati
- The Authorship of the Pastoral Epistles, Westminster Theological Seminary, 1957
- The Faithful Sayings in the Pastoral Letters, J.H. Kok, 1968
- The Theological Significance of Kerygmatic Diversity in the Marcan Interpretation of the Death of Jesus, Southern Baptist Theological Seminary, 1973
- The Role Relation of Man and Woman and the Teaching/Ruling Functions in the Church, Knight, 1975
- The New Testament Teaching on the Role Relationship of Men and Women, Baker Book House, 1977
- The Faithful Sayings in the Pastoral Letters, Baker Book House, 1979
- Abortion: How Does God's Word Regard the Unborn Child?, Knight, 1983
- Authenteo in Reference to Women in 1 Timothy 2.12, Cambridge University Press, 1984
- Con Wayne A. Grudem (coautore), The Role Relationship of Men and Women: New Testament teaching, Moody Press, 1985
- Prophecy in the New Testament, Presbyterian Heritage Publications, 1988
- The Pastoral Epistles: a commentary on the Greek text, Eerdmans, 1992
- Con Rayburn W. Ray (coautore), Quicknotes Bible Dictionary, Barbour Publishing, 1998
- Con Rayburn W. Ray (coautore), Quicknotes Bible Concordance, Barbour Publishing, 2002
- Layman's Bible Concordance, Barbour Publishing, 2002
- Con Rayburn W. Ray (coautore), Quicknotes Bible Handbook, Barbour Publishing, 2003
- Con Rayburn W. Ray (coautore), The Illustrated Everyday Bible Companion: an all-in-one resource for everyday Bible study, Barbour Publishing, 2005
- Con Rayburn W. Ray (coautore), The Illustrated Guide to Bible Customs & Curiosities, Barbour Publishing, 2007
- The Illustrated Bible Handbook, Barbour Publishing, 2008
- The Holy Land, Barbour Publishing, 2011
- Con Rayburn W. Ray (coautore), The Barbour Bible Reference Companion: An All-In-One Resource for Everyday Bible Study, Barbour Publishing, 2014
- The Illustrated Guide To God, Barbour Publishing, 2014